# Abimbola Abolarinwa
Abimbola Ayodeji Abolarinwa (née vers 1980), est une médecin nigériane qui est considérée comme la première femme urologue au Nigeria.

## Biographie
Née en Angleterre, d'une mère avocate et d'un père officier dans la Force aérienne nigériane et chirurgien, Abolarinwa est originaire de Illofa, une banlieue de Oke Ero dans la zone de gouvernement local de l'État de Kwara. Elle effectue sa scolarité primaire à l'École Primaire de la Force Aérienne, à Kaduna et ses études secondaires à l'École Militaire de Filles de  l'Air Force, à Jos, avant de se mettre à étudier la médecine à l'Université d'Ibadan, à Ibadan, où elle est diplômée en 2004. Après l'obtention du diplôme, elle fait son internat à  l'Hôpital de la Force Aérienne du Nigeria, à Ikeja, dans l'État de Lagos et par la suite complété son service obligatoire de National Youth Service Corps dans l'Hôpital de Référence de l'Armée Nigériane, à Kaduna, où elle a travaillé en tant que médecin. En 2009, elle est employée à Hôpital d'Enseignement Universitaire de l'État de Lagos, où elle travaille actuellement, pour son internat en chirurgie. En octobre 2013, elle est devenue une urologue certifiée après avoir passé la deuxième partie de l'examen West African College of Surgeons dans l'État de Lagos.